# Muaro Panco Timur
Muaro Panco Timur is een bestuurslaag in het regentschap Merangin van de provincie Jambi, Indonesië. Muaro Panco Timur telt 1604 inwoners (volkstelling 2010).